# 宇文赞
宇文赞（560年代—581年），字乾依。周武帝宇文邕的第二子，母亲李娥姿。周宣帝胞弟。
初封汉国公。约天和五年（570年）为益州刺史。建德三年（574年）二月，进爵为汉王，仍柱国。时皇弟谯王宇文俭为益州总管，武帝命骠骑大将军、开府仪同三司柳带韦为益州总管府长史，领益州别驾，辅佐二王总知军民事。
上开府仪同大将军王轨曾对武帝说皇太子宇文赟非社稷之主，大将军随国公普六茹坚（杨坚）有反相。武帝认为王轨说得很对，但因身为次子的宇文赞也不才，其余诸子也年幼，于是没有废黜宇文赟。武帝崩后，宇文赟继位为周宣帝。
大象二年（580年）五月，宣帝崩，周静帝年幼，杨坚作为左大丞相辅政，进宇文赞上柱国、右大丞相。外示尊崇，并无实权。宇文赞在宫中，总与静帝、杨坚同帐而坐。左大丞相司马刘昉打扮美妓进于宇文赞，宇文赞很高兴。刘昉趁机对宇文赞说：“大王是先帝之弟，时望所归。孺子幼冲，岂堪大事！如今先帝刚崩，群情尚且纷扰，王应该暂且回府，等事态安宁之后，入为天子，这是万全之计。”宇文赞当时年未弱冠，性格见识庸下，相信刘昉的说辞，就回府了。
八月尉迟迥之乱平定，宇文赞转太师。大定元年（581年）二月杨坚建立隋朝为隋文帝后，北周宗室诸王降爵为公，宇文赞降爵为汉公，当月内史监兼吏部尚书虞庆则、尚书左仆射兼纳言高颎、大宗伯竟陵公杨惠向隋文帝进言尽灭宇文氏，内史令李德林认为不可，但文帝不同意。宇文赞与其子淮阳公宇文道德、宇文道智、宇文道义等及其他北周近支宗室都被害，国除。
曾以荣毗为记室。

## 延伸阅读
[在维基数据编辑]
 《北史·卷058》，出自李延壽《北史》

## 资料来源
1. 1 2 3  《周书》卷一十三
2. 1 2  《北史》卷五十八
3. 1 2 3  《北史》卷十
4. ↑  《周书》卷二十二
5. ↑  《北史》卷六十四
6. ↑  《周书》卷四十
7. ↑  《北史》卷六十二
8. ↑  《资治通鉴》卷一百七十二
9. 1 2  《周书》卷八
10. ↑  《周书》卷三十八
11. ↑  《北史》卷七十四
12. 1 2  《资治通鉴》卷一百七十四
13. ↑  《资治通鉴》卷一百七十五
14. ↑  《隋书》卷六十六